# 博梅尼勒 (卡尔瓦多斯省)
博梅尼勒（法語：Beaumesnil，法語發音：[bomenil] ⓘ）是法国卡尔瓦多斯省的一个市镇，属于维尔区。

## 地理
博梅尼勒（48°53'36"N, 0°59'1"W）面积4.99 平方千米，位于法国诺曼底大区卡爾瓦多斯省，该省份为法国西北部沿海省份，北濒大西洋英吉利海峡，东北与滨海塞纳省以海上边界相接，东临厄尔省，南至奧恩省，西与芒什省接壤。
与博梅尼勒接壤的市镇（或旧市镇、城区）包括：康帕尼奥勒、朗代勒和库皮尼、勒梅尼勒罗贝尔、圣马丹东、苏勒夫尔昂博卡日。
博梅尼勒的时区为UTC+01:00、UTC+02:00（夏令时）。

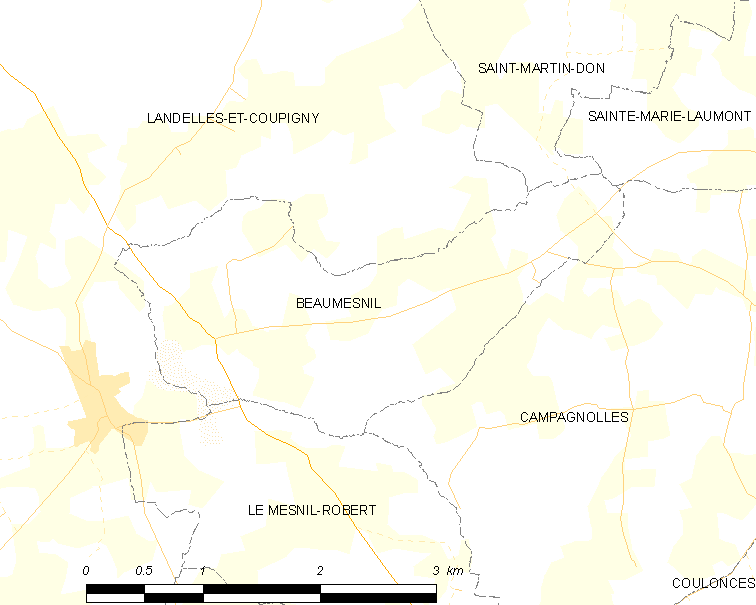
博梅尼勒的OSM定位图

## 行政
博梅尼勒的邮政编码为14380，INSEE市镇编码为14054。

## 政治
博梅尼勒所属的省级选区为维尔诺曼底县。

## 人口

1962-2008年间博梅尼勒人口变化图示

博梅尼勒于2022年1月1日时的人口数量为207人。